# Pelargonium aridum
Pelargonium aridum là một loài thực vật có hoa trong họ Mỏ hạc. Loài này được R.A. Dyer mô tả khoa học đầu tiên năm 1932.